# Nidelva (Trøndelag)
Die Nidelva (auch Nidar oder Nidelv) ist ein ca. 30 km langer Fluss im Fylke Trøndelag in Norwegen. Seinen Ursprung hat der Fluss im See Selbusjøen in Brøttem in der Kommune Trondheim. Von dort aus verläuft er nordwärts an dem Stadtteil Tiller vorbei zu den Leirfällen. An dieser Stelle speist er zwei Wasserkraftwerke. Im Unterlauf passiert er stark mäandrierend den Ort Stavne und das Zentrum von Trondheim. Am Rande der Stadt mündet er bei Brattøra in den Trondheimsfjord. An seiner Mündung waren bis in die 1980er Jahre mehrere Werften und Schiffbaubetriebe angesiedelt. Heute befindet sich hier neben einer Marina auch das Quartier Nedre Elvehavn, ein Stadtteil von Trondheim.